# Hoplitis irania
Hoplitis irania är en biart som först beskrevs av Warncke 1991.  Hoplitis irania ingår i släktet gnagbin, och familjen buksamlarbin. Inga underarter finns listade i Catalogue of Life.